# Chiesa di Sant'Angelo (Treviso)
La chiesa di Sant'Angelo è il principale luogo di culto cattolico dell'omonima frazione di Treviso, e chiesa parrocchiale della stessa.
Intitolata all'Arcangelo Michele, l'edificio sorge a sudest del centro storico, sulla riva destra del fiume Sile.

## Storia
La leggenda vorrebbe che sulla sponda destra del Sile esistesse un fortilizio in cui si era insediato il celebre Orlando, alla testa di duemila cavalieri e soldati franchi. Nel 774, dopo tre giorni di digiuno e preghiere, il paladino riuscì a sbaragliare i Longobardi grazie all'intercessione di San Michele. L'anno successivo fu così ultimata una cappella in onore dell'arcangelo.
Secondo lo storico Giovanni Bonifacio, invece, la chiesa venne consacrata dopo che il conte Orlando (che nulla ha a che vedere con il celebre paladino), nipote di Radagasio Duca del Fiuli, a capo di 2.000 soldati sconfisse in quel luogo un esercito di invasori barbari sul finire dell'VIII secolo..
Un'altra tradizione, che probabilmente è più vicina alla realtà storica, ritiene che la chiesa fosse stata consacrata dal vescovo di Treviso Fortunato in seguito alla conquista franca del Regno Longobardo.
È invece provato che nel 799 lo stesso Fortunato ospitò a Treviso papa Leone III di ritorno da Paderborn. La leggenda afferma che in quell'occasione il pontefice avrebbe visitato la cappella di Sant'Angelo imponendole l'indulgenza plenaria.
La prima citazione scritta risale all'11 febbraio 1170: con una bolla papa Alessandro III elencava tra i beni dei canonici di Treviso anche la chiesa di Sant'Angelo e le sue pertinenze. Interessante poi un'altra bolla di papa Urbano III del 1187 in cui si registrano dettagliatamente tutte le dipendenze della cappella e si accenna alla presenza di un villaggio nei dintorni.
Si sa che nel 1502 osservava che la chiesa era malandata e di dimensioni insufficienti per l'aumentare popolazione. L'anno successivo Sant'Angelo diveniva parrocchia e il primo parroco, Andrea Teutonico, si adoperò subito per la ricostruzione.
La visita pastorale del 1521 evidenzia che il nuovo edificio non era ancora stato concluso.
Una nuova ricostruzione si ebbe a partire dal 1860. In occasione della visita pastorale del 1867, il vescovo Federico Maria Zinelli ebbe modo di ammirare la nuova chiesa e, avendo appreso che, per varie vicissitudini, non era ancora stata benedetta, procedette subito alla consacrazione solenne.
Un ultimo ampliamento fu effettuato nel corso del 1950 su progetto dell'architetto Achille Vettorazzo. Al contempo, furono rinnovate le decorazioni interne per opera di Francesco Soligo e del figlio Danilo.

## Descrizione
Le sobrie decorazioni interne risalgono agli interventi dei Soligo (anni cinquanta). Gli affreschi del soffitto, risultando disarmonici e sciatti, furono completati da Danilo con alcune figure quali l'Angelo Tutelare centrale, attorniato da teste di angioletti, e la basilica di San Pietro sullo sfondo. All'estremità furono inoltre posti dei pannelli raffiguranti l'Angelo divino e i cervi che si dissetano alla fonte.
Anche la facciata è il risultato dell'ampliamento del 1950.
Tra le opere conservate, spiccano una croce bizantina del XVI secolo e alcuni dipinti di scuola veneta del XVIII secolo. Più recenti l'ostensorio, pregevole opera di R. Politi (1941), e un quadro di Agosti con una preziosa cornice.
Sulla cantoria in controfacciata, si trova l'organo a canne della chiesa, costruito da Beniamino Zanin nel 1900. Lo strumento è a trasmissione meccanica ed ha un'unica tastiera e pedaliera.

## Campanile
Fino al XIII secolo i fedeli erano richiamati da una semplice campanella appesa sotto un arco del muro. Si ha notizia di una vera e propria torre campanaria a partire dal XIV secolo, ma fu demolita durante la guerra della Lega di Cambrai. Si tornò allora a due campanelle poste sopra la sagrestia.
Tra il 1724 e il 1726 fu costruito l'attuale campanile. Durante i restauri del 1870 l'edificio fu rialzato, ma venne riportato all'altezza originaria nel giugno del 1940, per esigenze militari.